# Ian Culverhouse
Ian Brett Culverhouse (Bishop's Stortford, 22 september 1964) is een Engels voormalig voetballer die doorgaans als rechtsachter speelde. Hij speelde negen seizoenen voor Norwich City, van 1985 tot 1994, en speelde regelmatig als libero. 

## Biografie
Culverhouse wordt algemeen beschouwd als een clubicoon van Norwich City. Hij maakte met name deel uit van het team van The Canaries dat Bayern München op een vermaarde manier een neus heeft gezet in de UEFA Cup 1993/94. In het Olympiastadion van Bayern won Norwich City zowaar met 1–2. Culverhouse speelde de hele wedstrijd. Bayern was uitgeschakeld nadat thuis met 1–1 gelijkgespeeld werd. Men mocht dat jaar Europa in omdat men in de Premier League als derde was geëindigd, nog altijd het beste resultaat ooit. Hij maakte zijn enige doelpunt voor Norwich City tegen Everton in 1994. Dit werd zijn enige competitiegoal ooit. Hij scoorde nog een doelpunt voor Norwich City, in de Full Members Cup van 1988 tegen zijn latere club Swindon Town. De rechtsachter kwam 369 keer uit voor Norwich City.
Culverhouse belandde in 1985 op Carrow Road en werd voor een bedrag van £ 50.000,- overgenomen van Tottenham Hotspur. Bij de Spurs wist de rechtsachter niet door te breken. Culverhouse verliet Carrow Road in 1994, na twee seizoenen in de nieuwe Premier League te hebben gespeeld. Zijn volgende club werd Swindon Town, waarmee hij actief was op het tweede niveau van Engeland: de Football League First Division (tegenwoordig Football League Championship). In 1998 verruilde hij Swindon Town voor Kingstonian, een club uit Kingston-upon-Thames. Culverhouse verliet Kingstonian datzelfde jaar en beëindigde zijn loopbaan bij Brighton & Hove Albion in 2000.